# Montpeyroux, Aveyron

Montpeyroux este o comună în departamentul Aveyron din sudul Franței. În 1 ianuarie 2022 avea o populație de 519 de locuitori.